# 9762 Hermannhesse
A 9762 Hermannhesse (ideiglenes jelöléssel 1991 RA5) a Naprendszer kisbolygóövében található aszteroida. Freimut Börngen, L. D. Schmadel fedezte fel 1991. szeptember 13-án.